# Bilal Saad Mubarak
Bilal Saad Mubarak (em árabe: بلال سعد مُبارك‎) (Catar, 18 de dezembro de 1972) é um ex atleta catari, especialista em arremesso de peso.

## Carreira
Aos 17 anos foi sexto classificado na final dos Campeonatos Mundiais de Juniores de 1990, disputados em Plovdiv, Bulgária. Em 1991 ganha pela primeira vez os Campeonatos Pan-Arábicos, feito que haveria de repetir por mais seis  vezes.
Em 1992 é chamado à sua primeira participação numas Olimpíadas, competindo na série B de qualificação do arremesso de peso nos Jogos de Barcelona. A marca de 16.98 m não lhe permite melhor que 0 13º lugar na sua série e a consequente eliminação. Quatro anos depois, nos Jogos Olímpicos de Atlanta faria muito melhor ao classificar-se para a final onde consegue a décima posição com 19.33 m.
Entretanto, em 1995, inicia a sua série de quatro títulos de campeão asiático (1995,1998, 2002 e 2003), aos quais viria a adicionar três medalhas de prata (1991, 1993 e 2000). Também em 1995, atinge a final dos Campeonatos Mundiais de Gotemburgo, alcançando a 11ª posição.
A sua melhor marca pessoal - 19.65 m - foi obtida em Ta'if (Arábia Saudita), em 1997, aquando de mais uma vitória nos Campeonatos Pan-Arábicos.